# Affaire des joueurs de crosse à l'université Duke

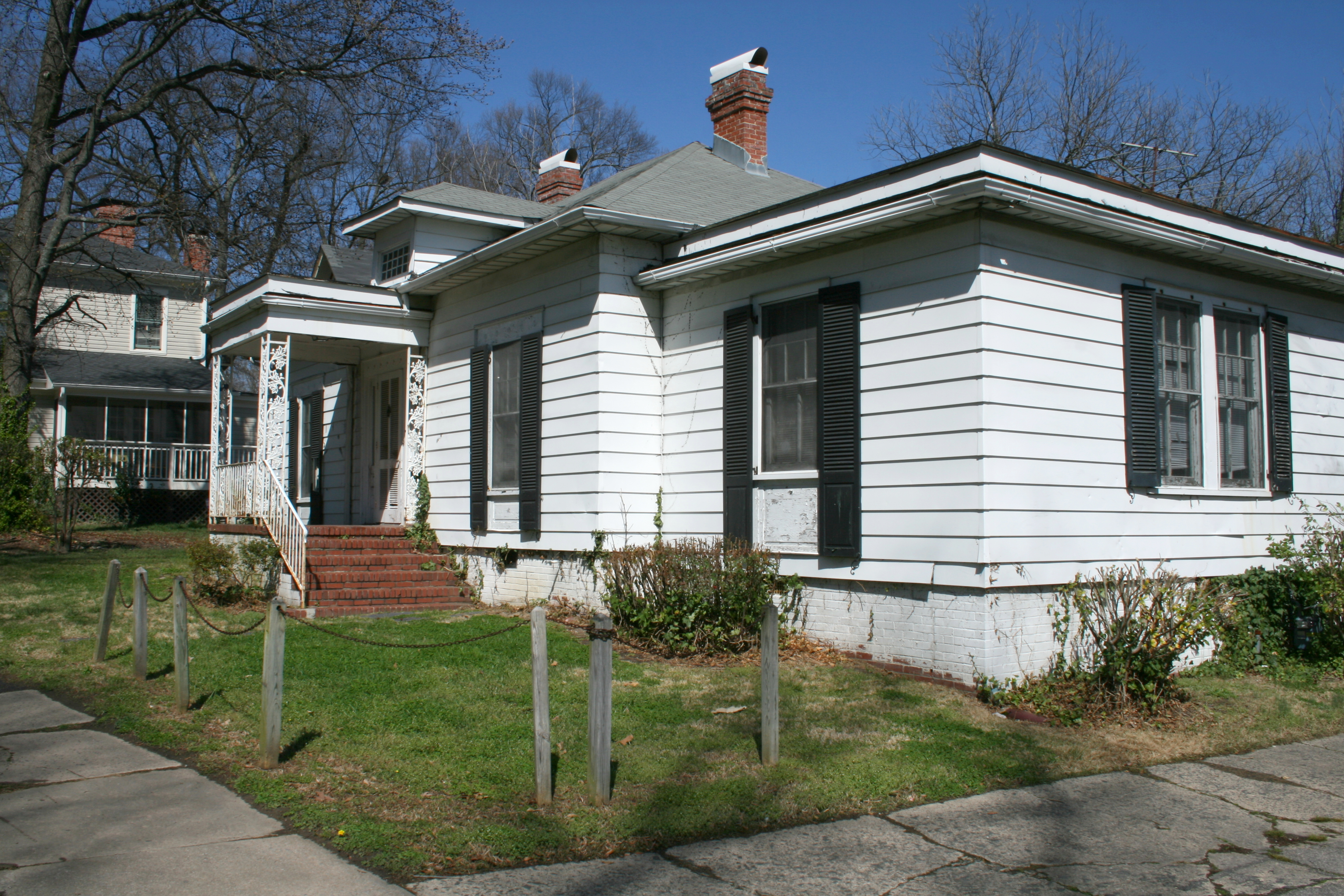
La maison située à Durham, en Caroline du Nord, lieu de la fête en 2006.

L'affaire des joueurs de crosse à l'université Duke désigne, aux États-Unis, une affaire judiciaire très médiatisée qui commence en 2006 quand trois joueurs de l'équipe masculine de crosse à l'université Duke (appelée Duke Blue Devils men's lacrosse (en)) font l'objet d'accusation infondée de viol,,. Les trois étudiants sont David Evans, Collin Finnerty et Reade Seligmann. L'accusation est portée par Crystal Mangum (en), étudiante à l'université du centre de la Caroline du Nord,, qui travaille à l'époque comme stripteaseuse et danseuse. La plaignante, qui est Noire, affirme que les trois étudiants, qui sont Blancs, l'ont violée par racisme. Selon elle, le viol a eu lieu pendant une fête tenue à Durham, au domicile de deux capitaines de l'équipe qui recevaient les autres membres, le 13 mars 2006. L'affaire a suscité des controverses publiques sur le racisme, la violence sexuelle, les biais médiatiques et le droit à un procès équitable sur les campus universitaires.
Le procureur principal, Mike Nifong (en), a dû démissionner et il a été radié de la profession. Il avait dissimulé des preuves favorables aux accusés et avait fait de nombreuses déclarations trompeuses à la presse.
Le 11 avril 2007, le procureur général de Caroline du Nord, Roy Cooper, abandonne toutes les accusations et déclare que les trois joueurs sont des « innocents » victimes d'une « précipitation regrettable dans l'accusation »,. Nifong, que Cooper traite de « procureur voyou », se retire de l'affaire en janvier 2007 quand le  North Carolina State Bar (en) porte plainte contre lui pour problèmes d'éthique, entre autres parce qu'il a menti sur les résultats des tests ADN ; il est radié du barreau. Crystal Mangum a persisté dans son récit jusqu'en 2024, affirmant qu'elle avait subi une agression sexuelle cette même nuit, et n'a pas été condamnée. Quand elle avoue le mensonge en 2024, elle explique qu'elle cherchait à l'époque l'attention et le soutien des gens, mais qu'elle s'est tournée vers Dieu depuis.
Cooper a relevé plusieurs incohérences entre le récit de la plaignante sur la nuit de l'agression et les alibis prouvés de Seligmann et Finnerty. Le service de police de Durham a dû répondre à son tour aux critiques car les policiers ont laissé Nifong prendre la tête de l'enquête, ils se sont appuyés sur une procédure d'identification sur photo basée sur le seul témoignage de la plaignante ; ils ont poursuivi l'enquête malgré les graves manques de concordance signalés par leurs collègues et ils ont diffusé une affiche dans laquelle le suspect est présumé coupable très peu de temps après avoir entendu les accusations.
Seligmann, Finnerty et Evans ont porté plainte contre l'université Duke, affaire qui a été réglée à l'amiable : l'université a versé près de 20 millions à chaque plaignant. Les plaignants ont aussi requis d'autres compensations non précisées et appelé à une réforme juridique des règles pénales.
En 2011, dans une affaire non liée, la plaignante Crystal Mangum poignarde son petit ami et est condamnée pour meurtre en 2013.